# Tau1 Eridani
Tau1 Eridani (τ1 Eridani, förkortat Tau1 Eri, τ1 Eri)  som är stjärnans Bayerbeteckning, är en dubbelstjärna belägen i den västra delen av stjärnbilden Eridanus. Den har en skenbar magnitud på 4,46, är synlig för blotta ögat där ljusföroreningar ej förekommer. Baserat på parallaxmätning inom Hipparcosuppdraget på ca 70,3 mas, beräknas den befinna sig på ett avstånd på ca 46 ljusår (ca 14 parsek) från solen. För närvarande rör sig stjärnan bort från solen med en radiell hastighet på +26 km/s. För omkring 305 000 år sedan gjorde den perihelionpassage på ett uppskattat avstånd på 30,5 ljusår (9,35 parsek).

## Egenskaper
Tau1 Eridani är en blå till vit stjärna i huvudserien av spektralklass F7 V. Den har en massa som är ca 15 procent större än solens massa, en radie som är ca 40 procent större än solens och utsänder från dess fotosfär ca 3 gånger mera energi än solen vid en effektiv temperatur på ca 6 230 K. Den är en spektroskopisk dubbelstjärna med en omloppsperiod på 958 dygn.
Ett måttligt överskott av infraröd strålning observerades för Tau1 Eridani  i våglängderna 12 μm, 25 μm, 60 μm och 100 μm av Infrared Astronomical Satellite (IRAS), publicerat 1993. Denna upptäckt tolkades senare som ett tecken på en omgivande stoftskiva med en radie nära 500 AE. Det spekulerades vidare att om stjärnan hade observerats vid längre våglängder var det troligt att stoftskivan skulle ha visat en radie betydligt större än 500 AE.
Senare observationer som gjordes av Spitzer Space Telescope, publicerade 2004, redovisade inget särskilt överskott på infraröd strålning runt stjärnorna inom våglängderna 14-35 μm.